# Donk (landvorm)
De benaming donk of woerd wordt in verschillende regio's gebruikt voor heuvels die heel verschillende vormen en ontstaanswijzen kunnen hebben. Een donk is altijd een heuvel die zich duidelijk aftekent tegenover een lager gelegen gebied, en bij alle typen heel vaak een bewoonde plek. 
In de Alblasserwaard bijvoorbeeld komen rivierduinen voor die ontstaan zijn tijdens het laatste gedeelte van het laatste glaciaal, het Weichselien. Destijds hadden de Lage Landen een poolklimaat en was er nauwelijks vegetatie waardoor de wind vrij spel had. Door de wind zijn duinen opgeblazen aan de lijzijde van rivierbeddingen, die gedurende de winter droog stonden. Na afloop van de ijstijd, werd het oude rivierdal in de loop van het Holoceen opgevuld met riviersediment en veen. De donken steken echter nog op sommige plekken boven deze klei/veenlaag uit. Ook komen er donken voor die niet boven het klei/veenlaag uitsteken. Men spreekt dan echter van rivierduinen. Bergambacht is gebouwd op een bewoonde donk. 
In Noord-Brabant werd het woord of de naam Donk vooral gehecht aan een grote hoge zandkop of een plateaurand langs een beekdal. Omdat donken een hogere en drogere plek in een vaak drassige omgeving boden, waren ze aantrekkelijk voor de landbouw maar vooral als vestigingsplaats voor mensen. Donk vindt men dan ook terug in tal van achternamen, maar ook als -donk in vele plaatsnamen, bijvoorbeeld Hazeldonk, Beek en Donk, Raamsdonk, Grobbendonk, Arendonk, Oeteldonk, Keldonk, Wolfsdonk en Wachtendonk en Winnekendonk (twee plaatsen in Duitsland).

## Afbeeldingen

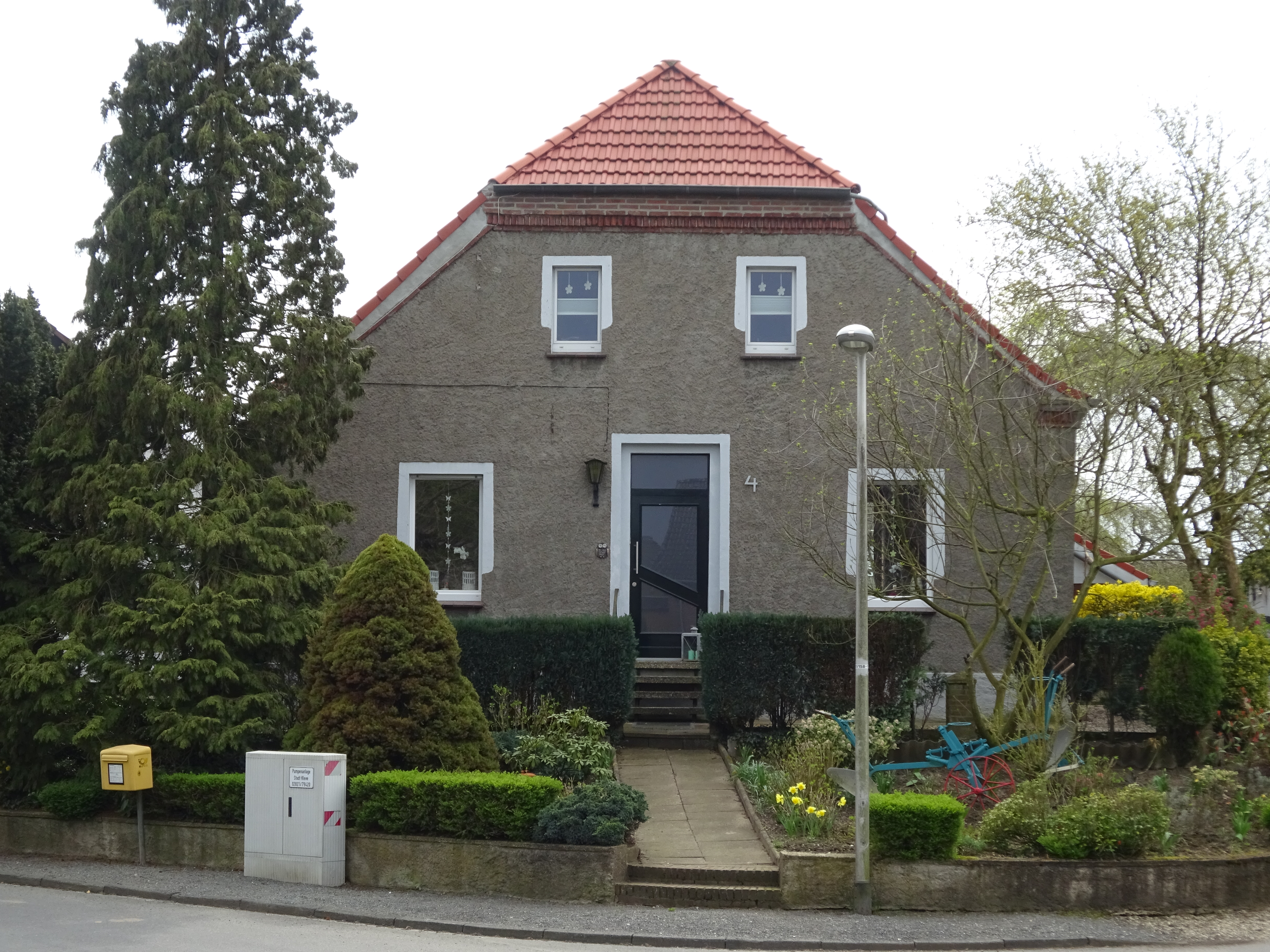
Huis op een donk
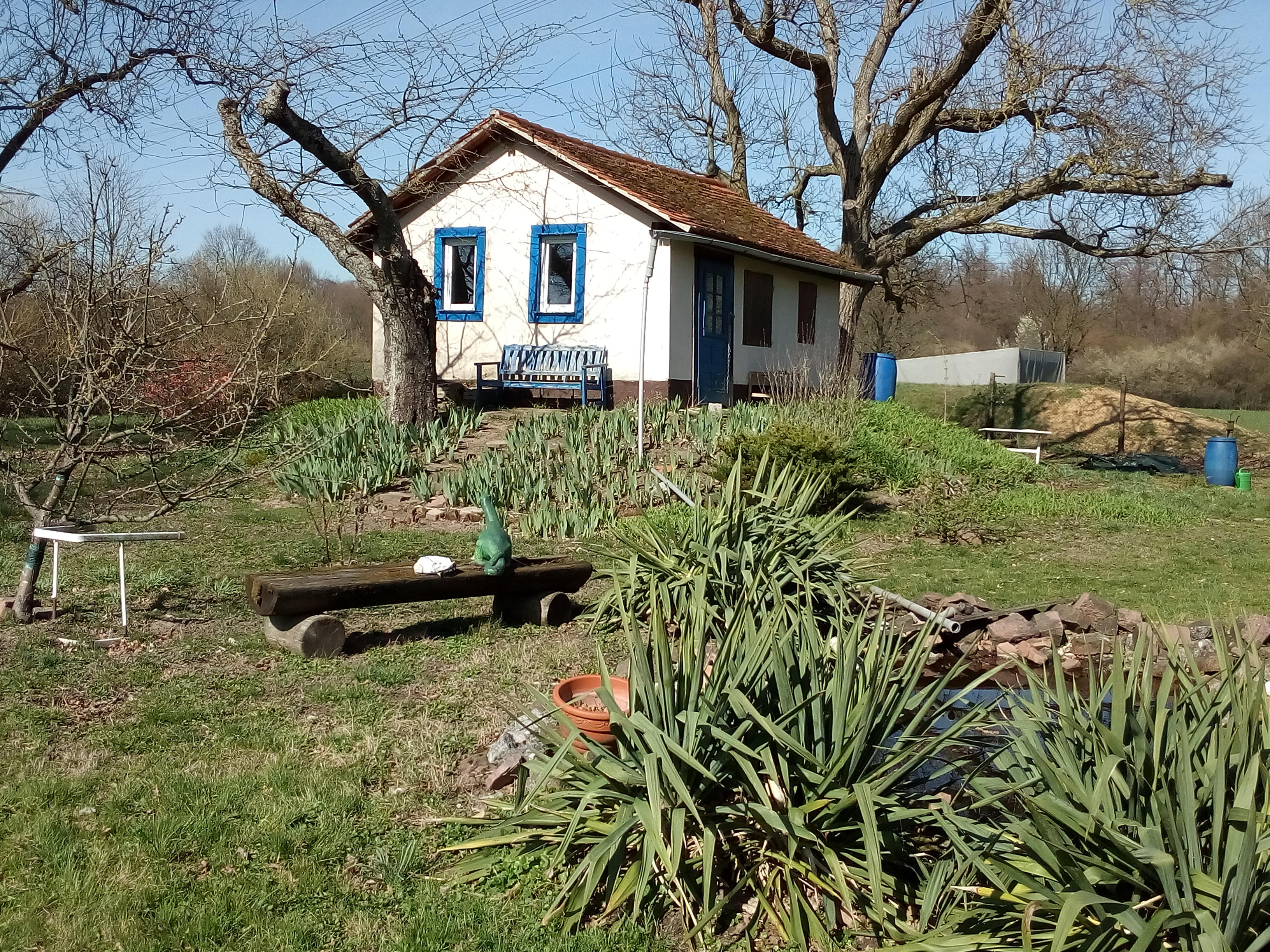
Tuinhuis op een donk
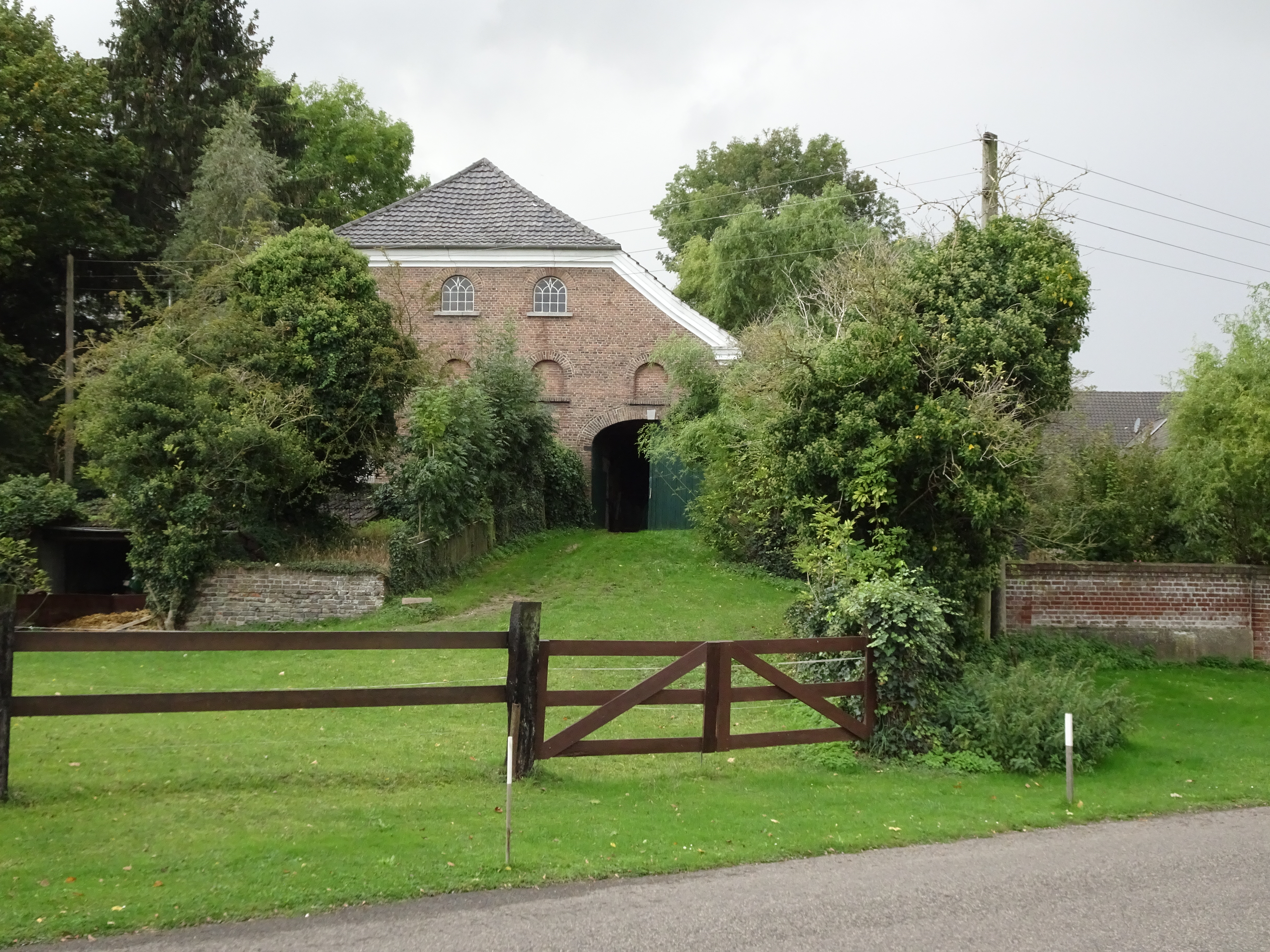
Vloedschuur op een donk